# Journal des tribunaux
Het Journal des tribunaux is een Belgisch Franstalig juridisch tijdschrift, uitgegeven door Larcier. Het werd in 1881 gestart door Edmond Picard en is de langste nog lopende rechtspublicatie van België. 

## Geschiedenis
Het initiatief voor de oprichting werd in 1881 genomen door de socialistische advocaat Edmond Picard in samenwerking met de juridische uitgever Ferdinand Larcier. In 1878 waren ze het verzamelwerk Pandectes belges begonnen, maar nu mikten ze op een weekblad. Ook Picards stagiair Octave Maus en zijn confraters Alexandre de Burlet en Victor Bonnevie behoorden tot de stichters. In tegenstelling tot het wat verstarde referentieblad La Belgique judiciaire, wilde het Journal des tribunaux maatschappelijk betrokken zijn en het recht breed toegankelijk maken. Het blad werd gedrukt in tabloidformaat en verkocht op straat. Hoewel dit niet genoeg was om brede lagen van de bevolking te bereiken, was het Journal des tribunaux in de rechtswereld een onmiddellijk succes. De frequentie werd opgedreven naar twee nummers per week om nog beter de vinger aan de pols te houden. Naast doctrine en rechtspraak uit binnen- en buitenland, bevatte het blad boekbesprekingen, verslagen van parlementaire debatten, een gerechtskroniek en editorialen. In die laatste nam Picard het openlijk op voor zaken als algemeen stemrecht, sociale wetgeving en het toelaten van Nederlands in de Vlaamse rechtbanken. 
Na het vertrek van Picard in 1900 nam Léon Hennebicq de leiding over. Hij was eveneens een progressief, maar één met bewondering voor de leopoldiaanse politiek in de Onafhankelijke Congostaat. Onder zijn bewind nam het Journal des tribunaux prokoloniale standpunten in. Tijdens de Eerste Wereldoorlog nam Hennebicq dienst in het leger en verscheen het Journal des tribunaux niet van 23 juli 1914 tot 8 december 1918. De Tweede Wereldoorlog maakte Hennebicq net niet meer mee, maar ook toen werd de publicatie gestaakt. Na de oorlog werd de hoofdredactie overgenomen door Charles Van Reepinghen. De controversiële stellingnames verdwenen naar de achtergrond en het blad werd meer een klassiek juridisch tijdschrift.

## Redactionele leiding
- Edmond Picard (1881-1900)
- Léon Hennebicq (1900-1940)
- Charles Van Reepinghen (1944-1966)
- Jean Dal (1966-1981)
- Roger O. Dalcq (1981-2004)
- Georges-Albert Dal (2004-)